# Looney Tunes Show
Les Loonatics Bugs ! Une production Looney Tunes
Looney Tunes Show, ou Les Looney Tunes  (Québec) (The Looney Tunes Show), est une série télévisée d'animation américaine basée sur les principaux personnages des Looney Tunes. La série est diffusée aux États-Unis à partir du 3 mai 2011 sur Cartoon Network.

## Synopsis
Les deux vedettes de série d'animation principale, Bugs Bunny et Daffy Duck, vivent ensemble dans une maison dans la banlieue de Los Angeles, en Californie, entourés de leurs amis.
Chaque épisode se constitue en général de trois parties : un dessin animé d'une durée de quinze à vingt minutes mettant en scène sous forme de sitcom les personnages traditionnels ; un clip musical Merrie Melodies d'environ deux minutes ; et un cartoon de Bip Bip et Coyote en images de synthèse (les deux dernières parties ne sont pas systématiquement présentes dans chaque épisode).

## Personnages

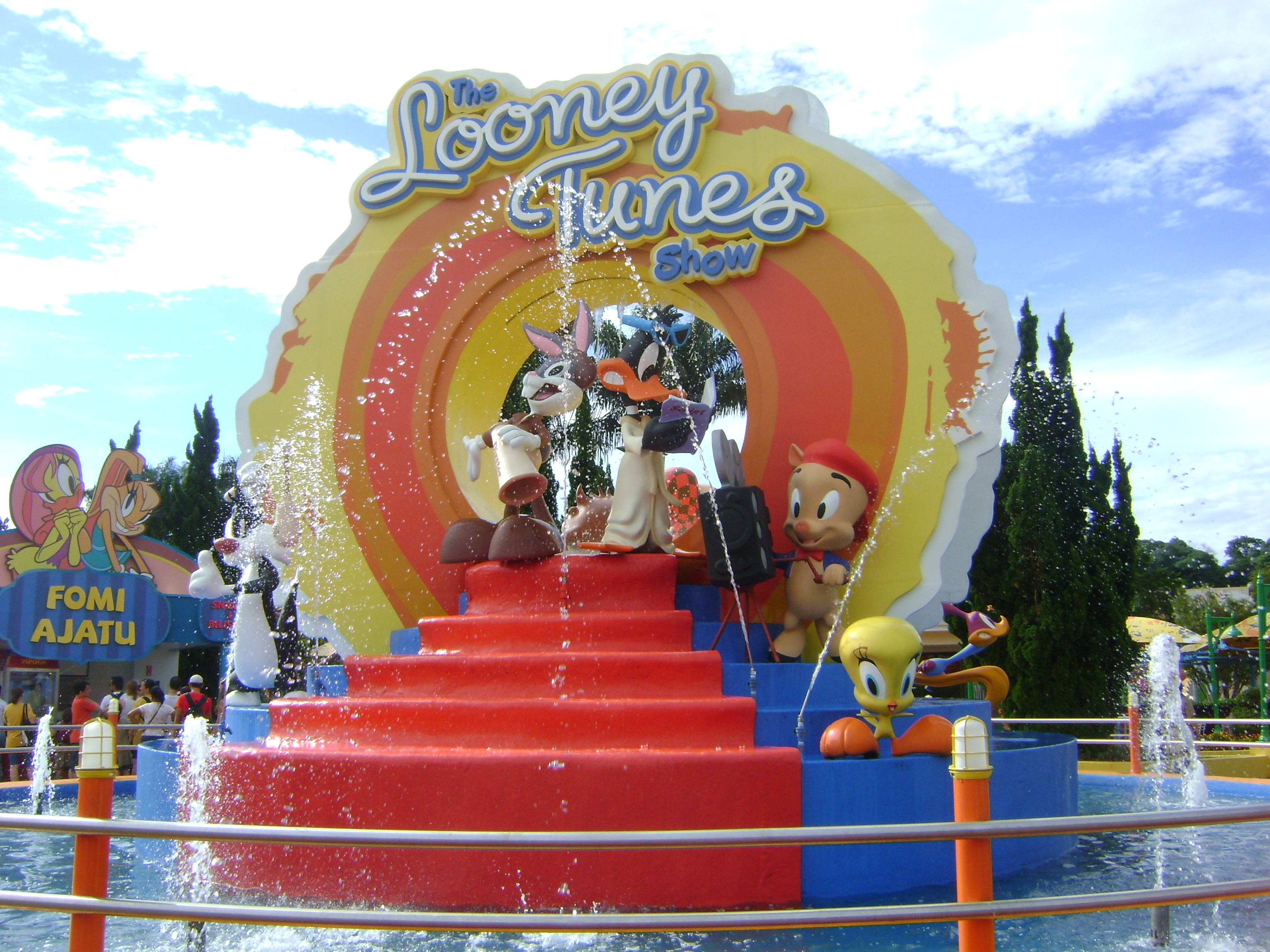
Personnages du Looney Tunes Show au parc brésilien Hopi Hari.

- Bugs Bunny : c'est un leader, intelligent, riche et doué en tout. Il adore les carottes et les plats de Porky mais aussi les pizzas.
- Daffy Duck : égoïste, narcissique, orgueilleux, avare, menteur, tricheur, sociopathe... il a tout de même quelques qualités : il est doué pour la coiffure, se débrouille bien avec les enfants et a une franchise à toute épreuve. Il aime les pizzas, les frites et les plats de Porky. Il est jaloux de Bugs.
- Porky Pig : cochon connu pour son bégaiement légendaire. Après avoir travaillé comme employé de bureau, il devient traiteur. Il siège aussi au conseil municipal.
- Lola Bunny : petite amie hystérique, hyperactive et bavarde de Bugs.
- Tina Russo : petite amie de Daffy Duck, elle travaille à Copy Place. Elle aime Daffy, malgré ses défauts.
- Docteur Weisberg : traite Daffy, Bugs et les autres.
- Speedy Gonzales : la souris la plus rapide du Mexique. Il tient une pizzeria appelée Pizzariba.
- Sam le pirate : voisin de Bugs, barbare, sans gêne et complètement idiot.
- Hazel la sorcière : sorcière voisine de Bugs et Daffy ; elle déteste ce dernier.
- Gossamer : fils d'Hazel, c'est un gros monstre orange poilu.
- Charlie le coq : coq milliardaire et ami fidèle de Daffy.

## Fiche technique
- Titre original : The Looney Tunes Show
- Titre français : Looney Tunes Show
- Création : Sam Register
- Réalisation : Spike Brandt, Tony Cervone, Chris Headrick, Jeff Siergey, Mauricio Pardo, Keith Baxter, Swinton Scott III, Ethan Spaulding
- Scénario : Douglas TenNapel, Tony Cervone, Olan Rogers, Mauricio Pardo
- Musique : 
  - Compositeur(s) : Andy Sturmer
  - Compositeur(s) de musique thématique : Cliff Friend et Dave Franklin
  - Thème d'ouverture : The Merry-Go-Round Broke Down
  - Thème de fermeture : What's Up, Doc ? (Instrumental)
- Production : 
  - Producteur(s) : Spike Brandt, Tony Cervone, Matt Danner
  - Producteur(s) exécutif(s) : Sam Register
- Société de production : Warner Bros. Animation
- Société de distribution : Warner Bros. Television
- Format
  - Format image : HDTV (1080i), NTSC (480i)
  - Format audio : Stéréo
- Pays :  États-Unis
- Dates de première diffusion :  États-Unis : 3 mai 2011 ;  France : 7 septembre 2011

## Distribution

### Voix originales
- Jeff Bergman : Bugs Bunny, Daffy Duck, Sylvestre, Titi, Charlie le coq
- Bob Bergen : Porky Pig
- Maurice LaMarche : Sam le pirate
- Jim Cummings : Taz
- Fred Armisen : Speedy Gonzales
- Kristen Wiig : Lola Bunny
- Jennifer Esposito : Tina Russo
- René Auberjonois : Pépé le putois
- Eric Bauza : Marvin le Martien
- June Foray : Mémé
- Billy West : Elmer Fudd
- Roz Ryan : Hazel la sorcière

### Voix françaises
- Gérard Surugue : Bugs Bunny / voix additionnelles
- Patrick Guillemin : Daffy Duck, Taz et Walter Bunny (1re voix)
- Emmanuel Garijo : Daffy Duck et Taz (2e voix)
- Michel Mella : Porky Pig / Speedy Gonzales
- Patrick Préjean : Sam le pirate / Sylvestre
- Odile Schmitt : Lola Bunny / Hazel la sorcière / voix additionnelles
- Magali Bonfils : Lola Bunny (chant)
- Patricia Legrand : Tina Russo / Titi
- François Carreras : Pépé le putois
- Jean-Loup Horwitz : Marvin le Martien
- Patrice Dozier : Elmer Fudd
- Dorothée Pousséo : Gossamer / voix additionnelles
- Barbara Tissier : Mémé
- Benoît Allemane : Charlie le coq
- Daniel Beretta : Charlie le coq (chant)
- Guillaume Lebon : Mac / Pete Puma / Cecil / voix additionnelles
- Sébastien Desjours : Tosh / voix additionnelles
- Caroline Combes : Petunia Pig
- Jean-Claude Donda : Walter Bunny (saison 2)
- Pascale Jacquemont : Patricia Bunny
- Marc Saez : Rodney Rabbit

## Production
Une première série télévisée homonyme, reprenant les épisodes diffusés entre 1930 et 1969 des séries Looney Tunes et Merrie Melodies est diffusée sur Cartoon Network entre 2002 et 2005. La série met en scène les principaux personnages de ces anciennes séries dans une version moderne et rajeunie : on retrouve ainsi Bugs Bunny, Daffy Duck, Porky Pig, Charlie le coq, Elmer Fudd, Sylvestre, le chat, Sam le pirate, Speedy Gonzales, Mémé, Vil Coyote et Bip Bip, Marvin le Martien et son chien K-9, le monstre Gossamer, Pete le puma, Mac et Tosh (Goofy Gophers) ou encore Lezah la sorcière. D'autres personnages font leur apparition comme Tina Russo, la petite amie de Daffy.
Le graphisme des personnages traditionnels a été entièrement révisé : en général, le corps est plus court et plus maigre, les membres plus fins avec des extrémités plus importantes. Le caractère de certains (Bugs et Lola Bunny notamment) a également été modifié, en général vers des comportements plus matures que dans la série d'origine. L'animation traditionnelle est assurée par les studios Toon City Animation, Yearim, et Rough Draft Korea. Les cartoons de Bip Bip et Coyote en images de synthèse sont produits par la société Crew972.
Le 29 juillet 2014, il est annoncé que la série ne sera pas renouvelée pour une troisième saison.

## Épisodes
Les saisons 1 et 2 comprennent chacune 26 épisodes,. La série est diffusée aux États-Unis à partir du 3 mai 2011 sur Cartoon Network, au Québec en décembre 2011 sur TVA et TFO en France sur Boomerang à partir du 2 janvier 2012, et sur France 3 dans Bunny Tonic à partir du 11 septembre 2011.

### Musique
| Ép. | Titre original     | Titre français       | Interprète(s)                                          | Voix françaises                                        |
| --- | ------------------ | -------------------- | ------------------------------------------------------ | ------------------------------------------------------ |
| 01  | Grilled Cheese     | Croque-monsieur      | Elmer Fudd                                             | Patrice Dozier                                         |
| 02  | I'm a Martian      | Je suis un martien   | Marvin le Martien                                      | Jean-Loup Horwitz                                      |
| 03  | Blow My Stack      | J'ai pété un câble ! | Yosemite Sam, trois chanteuses                         | Patrick Préjean                                        |
| 04  | Chicken Hawk       | P'tit faucon         | Henry le faucon, Charlie le coq, Barnyard Dawg         | Jean-Loup Horwitz, Daniel Beretta                      |
| 06  | Cock of the Walk   | Le Roi des coqs      | Charlie le coq                                         | Daniel Beretta                                         |
| 07  | Queso Bandito      | Queso Bandito        | Speedy Gonzales, des souris                            | Michel Mella                                           |
| 11  | We Are in Love     | On est amoureux !    | Bugs et Lola                                           | Gérard Surugue, Magali Bonfils, Odile Schmitt          |
| 12  | Be Polite          | Sois poli            | Mac et Tosh, Marvin le martien                         | Guillaume Lebon, Sébastien Desjours, Jean-Loup Horwitz |
| 13  | Yellow Bird        | Canari               | Sylvestre, Titi, un homme, une femme, une petite fille |                                                        |
| 14  | Tasmanian Meltdown | Manie de Tasmanie    | Taz, un homme                                          | Olivier Constantin                                     |
| 16  | Skunk Funk         | Sconce Funk          | Pépé, le putois                                        | François Carreras                                      |
| 17  | The Wizard         | Le Sorcier           | Bugs Bunny, Daffy Duck                                 | Olivier Constantin, Gérard Surugue, Emmanuel Garijo    |
| 20  | Pizzarriba         | Pizzarriba           | Speedy Gonzales, Gustavo                               | Michel Mella, Sébastien Desjours                       |
| 21  | Presidents' Day    | Jour de fête         | Lola Bunny                                             | Odile Schmitt, Magali Bonfils                          |
| 22  | Giant Robot Love   | Robot d'amour        | Daffy Duck, Porky Pig                                  | Emmanuel Garijo, Michel Mella                          |
| 23  | You Like / I Like  | De vrais Amis        | Mac et Tosh                                            | Guillaume Lebon, Sébastien Desjours                    |
| 24  | Chintzy            | Mesquin              | Daffy Duck et Porky Pig                                | Emmanuel Garijo, Michel Mella                          |
| 26  | Table for One      | Seul à Table         | Speedy Gonzales, Porky Pig et des filles               | Michel Mella, Barbara Tissier                          |

## Accueil

### Presse
Le Looney Tunes Show reçoit un accueil mitigé de la part des critiques, qui saluent le doublage américain et l'animation, mais critiquent son manque d'originalité et ses différences par rapport aux incarnations précédentes des Looney Tunes (y compris les nouvelles conceptions et représentations des personnages et l'absence de comédie burlesque).
Common Sense Media attribue à la série 4 étoiles sur 5. Le Los Angeles Times explique que « bien qu'elle [la série] n'améliore pas les épisodes originaux [...] prise sur ses propres mérites, ignorant la dissonance cognitive, elle peut être assez amusante ». Dans une critique du premier volume de la saison 1 sur DVD, Wired écrit : « The Looney Tunes Show comprend ce qu'elle est. C'est une nouvelle série pour une nouvelle génération, et elle ne semble pas trop préoccupée par la nostalgie sacrée des anciens. Elle s'efforce de moderniser les personnages tout en restant plus ou moins fidèle à leur esprit d'origine ».
À l'inverse, Brian Lowry de Variety qualifie la première saison de « déception » et critique son « manque de gags et d'action [...] malgré quelques moments amusants », estimant qu'elle « représente un mauvais calcul - et une incompréhension fondamentale de la franchise ». Brandon Nowalk écrit pour The A.V. Club : « le Looney Tunes Show est la version la plus rebutante des Looney Tunes que j'aie jamais vue ». Au lieu d'un univers où tout peut arriver, les intrigues sont des tropes de sitcom standard. [...] [la série] se contente d'exister à l'intérieur des lignes. »
Ian Lueck de Toon Zone critique la série, la qualifiant de « fade et recyclée » et écrivant : « Parents, si vous voulez que vos enfants commencent par quelque chose de bien, montrez-leur les courts métrages originaux des Looney Tunes. Ils sont mieux faits, plus drôles, ont plus d'énergie et une touche plus personnelle que la chaîne de montage Looney Tunes Show Dans une autre critique négative, Maxie Zeus de Toon Zone qualifie la série de « fade » et « pire qu'ennuyeuse », tout en écrivant : « Qui a pensé que ce serait une bonne idée de mettre les personnages des Looney Tunes - qui, même dans un cadre domestique, ont tendance à réduire la maison et les meubles en allumettes - dans une sitcom ? On peut dire ce qu'on veut de la série Les Loonatics, mais au moins elle avait le courage de ses convictions psychopathes ».

### Distinctions
The Looney Tunes Show est nommé trois fois aux Primetime Emmy Awards
- 2011 : Meilleur doublage pour Bob Bergen (voix de Porky Pig) dans l'épisode Gibier de potence
- 2012 : Meilleur doublage pour Kristen Wiig (voix de Lola Bunny) dans l'épisode Plan drague
- 2013 : Meilleur doublage pour Bob Bergen dans l'épisode Un bon gros groin pour les truffes.